# Joan Bartual Moret
Joan Bartual Moret   (València, 24 de juny de 1863 - 11 de gener de 1940) va ser un científic valencià, en el camp de l'anatomia i la histologia. Cursà estudis de medicina a la seua ciutat natal. Posteriorment, marxà a Montpeller i Nàpols per estudiar anatomia i histologia. De nou a València, col·labora amb Cajal en treballs de neurohistologia. El 1888 obté la càtedra d'histologia i anatomia patològica a la Universitat de Sevilla. Uns mesos després, canvia la seua plaça amb Gil Saltor Lavall i entra com catedràtic a la Universitat de València el 1889, organisme del qual hi seria professor. Més tard, es va dedicar al camp de l'otorrinolaringologia. Va ser degà a València entre 1924 i 1929, mentre que a l'any següent passa a ser degà honorari. Entre 1924 i 1926 és president de la Reial Acadèmia de Medicina i Cirurgia de València.